# Sudanarchäologie
Die Sudanarchäologie (auch Nubiologie) ist ein archäologisches Fach, das sich mit den Hinterlassenschaften der antiken Kulturen des mittleren Niltals (Nubiens) auf dem Gebiet des heutigen Staats Sudan befasst. Die Sudanarchäologie war lange Zeit ein Teil der Ägyptologie und ist es teilweise heute auch noch, da ein Großteil der Inschriften in ägyptischen Hieroglyphen verfasst wurden und auch die Kulturen in Sudan lange Zeit stark von der ägyptischen Kultur beeinflusst waren.
Die meisten frühen Ausgräber in Sudan waren auch in Ägypten tätig. Erst seit Mitte des 20. Jahrhunderts versucht sich die Sudanarchäologie als eigenes Fach zu etablieren. Prägend waren dabei Fritz Hintze, der ab 1957 die Sudan-Expeditionen der Humboldt-Universität zu Berlin leitete und 1968 die Umbenennung des dortigen Instituts für Ägyptologie in Institut für Sudanarchäologie und Ägyptologie veranlasste, sowie der Pole Kazimierz Michałowski, der den Begriff der „Nubiologie“ einführte. Im Zusammenhang mit dem Bau des Assuan-Staudamms und der dadurch anstehenden Flutung des Nassersees gab es in den 1960er-Jahren besonders intensive Grabungen im nördlichen Sudan um den 2. Katarakt. Vor allem polnische Archäologen sind mit ihren Grabungen in den christlichen Orten Sudans stark vertreten. Dort sind sie dem Polish Centre of Mediterranean Archaeology der Universität Warschau angegliedert. Im deutschsprachigen Raum gab es das Fach an der Humboldt-Universität zu Berlin (jetzt Teil von „Archäologie und Kulturgeschichte Nordostafrikas“).
Auf internationaler Ebene gibt es seit 1972 die International Society for Nubian Studies, die alle vier Jahre eine internationale Konferenz für Nubienforschung ausrichtet.

## Liste von Sudanarchäologen
19. Jahrhundert
- Giuseppe Ferlini (1797–1870)
- Richard Lepsius (1810–1884)

20. Jahrhundert
- Francis Llewellyn Griffith (1862–1934)
- George Andrew Reisner (1867–1942)
- John Garstang (1876–1956)
- Kazimierz Michałowski (1901–1981)
- Fritz Hintze (1915–1993)
- Michela Schiff Giorgini (1923–1978)
- Friedrich Hinkel (1925–2007)
- Steffen Wenig (1934–2022)
- Karl-Heinz Priese (1935–2017)
- Walter-Friedrich Reineke (1936–2015)
- László Török (1941–2020)
- Dietrich Wildung (* 1941)
- Khidir Abdelkarim Ahmed (1947–2012)

21. Jahrhundert
- Derek A. Welsby (* 1956)
- Jochen Hallof (* 1957)
- Angelika Lohwasser (* 1967)
- Claudia Näser (* 1970)